# Åbent indhold
Åbent indhold (fra engelsk: open content) beskriver enhver form for kreativt arbejde (for eksempel artikler, billeder, lyd, video osv.) der er udgivet under en meget fri licens der eksplicit tillader kopiering af informationen. (Et eksempel er GNU Free Documentation License, der bruges af Wikipedia.)
"Åbent indhold" bruges somme tider også som beskrivelse af indhold som kan redigeres af alle. Dette til forskel fra en kommerciel udgiver som har ansvaret for hele materialet.
Ligesom open source-software til tider beskrives som fri software (ikke at forveksle med freeware), kan åbent indhold beskrives i en mere fri form som frit materiale. Alt åbent indhold er dog frit i henhold til GNU GPL (som eksempel kan nævnes Open Directory. Se eventuelt også public domain, frit indhold og fri software-bevægelsen.

## Åbent indholdprojekter (i alfabetisk rækkefølge)
- Aozora Bunko (på japansk) – frie digitale Japanske bøger
- CapitanCook – Den frie rejseguide
- Creative Commons www.creativecommons.org
- ExtinctionLevelEvent.com - Webtegneserie
- Free Beer www.freebeer.dk – videreudvikling af www.voresoel.dk Arkiveret 7. august 2007 hos  Wayback Machine
- Free Creations
- GNUtemberg – http://www.gnutemberg.org/ Arkiveret 21. juni 2003 hos  Wayback Machine – på italiensk.
- Jake – http://jake-db.org/ Arkiveret 19. juli 2003 hos  Wayback Machine – forskningssoftware og database hvor indholdet er opbygget efter open source-måden
- Linux Documentation Project – http://www.tldp.org/ – udarbejdelse af dokumentation til Linux
- Nupedia – http://nupedia.8media.org/ Arkiveret 19. maj 2008 hos  Wayback Machine – peer-reviewed encyklopædi
- Opencode – http://eon.law.harvard.edu/opencode – sammenslutning for åben forskning og indhold
- OpenContent http://www.opencontent.org Arkiveret 21. juli 2003 hos  Wayback Machine – open source-licenser til information
- Open Content for Education – http://www.life-open-content.org/ Arkiveret 20. juli 2003 hos  Wayback Machine
- OpenCourseWare – http://web.mit.edu/ocw – deling af universitetsstuderendes undervisningsmateriale
- Openlaw – http://eon.law.harvard.edu/openlaw – eksperiment med åbent samarbejde om at sammensætte lovmæssige argumenter
- Open Music Registry – http://www.openmusicregistry.org – deling af musik ved hjælp af en åben audio-licens
- PlanetMath – http://planetmath.org/ – matematik for folket og af folket.
- Project Gutenberg http://promo.net/pg/ Arkiveret 17. maj 2008 hos  Wayback Machine
- Projekt Runeberg https://runeberg.org/ Digitalisering af ikke-ophavsretligt beskytter nordisk litteratur.
- Public Library of Science
- Wikipedia – https://da.wikipedia.org – fri encyklopædi, og dette websted.
- Woochi - Vin-encyklopædi
- World Lecture Hall – http://www.utexas.edu/world/lecture/ Arkiveret 1. august 2003 hos  Wayback Machine – online-kursusmateriale
- The Worldwide Lexicon

Se også public domain-ressourcer, halv-public domain-ressourcer, public domain-billedresourcer

## Licenser
- GNU Free Documentation License
- October Open Game License (OOGL) – en mere åben version af Open Game License
- Open Publication License – Licens til Open Content Project
- Open Directory Project License bruges af Open Directory Project
- Open Game License – Licens til Open Gaming Foundation, som den er lavet af Wizards of the Coast.